# Faucon Pèlerin (comics)
Pour les articles homonymes, voir Faucon pèlerin.
Le Faucon Pèlerin, nommé Peregrine en version originale, est un personnage de fiction, un super-héros appartenant à l'univers de Marvel Comics. Il est apparu pour la première fois dans la mini-série Contest of Champions, en 1982. C'est un des rares super-héros Marvel d'origine française.

## Biographie du personnage
On découvrit Alain Racine, le Faucon Pèlerin lors du Tournoi des Champions, durant lequel le grand maître et la Mort se livrèrent à un jeu opposant des super-héros. Le grand maître souhaitait ressusciter le Collecteur. La  Mort choisit douze super-héros et le grand maître en fit tout autant, incluant le Faucon Pèlerin dans son équipe.
Allié à Wolverine et La Chose, il fut transporté en Chine pour y affronter la Panthère Noire, Vanguard et Angel. Ce dernier le battit dans un duel aérien, mais c'est son équipe qui remporta le combat.
Quelques mois plus tard, Racine fut engagé par Silver Sable. Il faisait partie de ses agents réguliers.
Il fut par la suite amené à affronter les Spectres, ennemis aliens de Rom qui tentaient d'envahir la Terre. Puis il aida Œil-de-Faucon à contrecarrer un plan de Crâne Rouge.
On le revit mener des opérations de surveillance et de sabotage pendant la guerre du Golfe. Il eut juste après une relation avec l'irlandaise Shamrock.
Quelques années après, il s'allia avec Wolverine, et Courier pour combattre un employeur, Imus Champion qui l'avait doublé sur le kidnapping d'une jeune mutante nommée Lynx.
Le Faucon Pèlerin fit partie des super-héros piégés par Graviton quand ce dernier tenta de s'emparer de la Terre. Il fit aussi partie des super-héros ayant combattu Kang le Conquérant quand ce dernier tenta de contrôler l'Europe avec ses soldats. il aida à cette occasion à fortifier une base de l'armée française.
Lors du crossover Civil War, le Faucon Pèlerin fut engagé par le gouvernement français pour patrouiller les frontières françaises et empêcher les réfugiés américains de venir en France. Il intercepta ainsi le Raptor.
Durant l’arc narratif Fear Itself, il s’allia avec la Veuve noire pour libérer les otages du super-vilain Rapido dans une cathédrale de Marseille.

## Pouvoirs et capacités
- Le Faucon Pèlerin utilise une combinaison équipée d'un harnais de vol possédant un générateur anti-gravité, deux turbines et des ailes aérodynamiques. Il peut voler à une vitesse maximale de 208 km/h, avec une autonomie de 300 km.
- Son casque est équipé d'une vision infrarouge et d'un système radio.
- On l'a déjà vu utiliser des armes variées : taser, grenades thermite, bolas, bombes au napalm et un brouilleur électromagnétique.
- Alain Racine est un athlète professionnel, très doué au corps à corps et particulièrement en savate. En combat aérien, c'est un adversaire redoutable.